# Útěchovičky
Útěchovičky, bis 1919 Malé Outěchovice, (deutsch Klein Autiechowitz) ist eine Gemeinde in Tschechien. Sie liegt zehn Kilometer nordwestlich von Pelhřimov und gehört zum Okres Pelhřimov.

## Geographie
Útěchovičky befindet sich im Tal des Útěchovičký potok in der Böhmisch-Mährischen Höhe.
Nachbarorte sind Přáslavice und Bořetice im Norden, Útěchovice und Milotičky im Nordosten, Bitětice und Lipice im Osten, Pejškov im Südosten, Čížkov und Litohošť im Süden, Zahrádka im Westen sowie Roučkovice und Samšín im Nordwesten.

## Geschichte
Die erste urkundliche Erwähnung des Dorfes erfolgte im Jahre 1544 als Sitz der Ritter Lapaczků ze Zrzawyho. Später wurde der Ort durch Hynek von Žampach und Potštejn der Herrschaft Hořepník mit Loutkov angeschlossen. 1578 bildete Malé Outěchovice wieder eine eigene Gutsherrschaft. 1665 erfolgte eine Teilung der Güter, bei der Teile von Malé Outěchovice an die Herrschaft Proseč und Pošná gelangten. Von 1673 bis zur Aufhebung der Patrimonialherrschaften gehörte Malé Outěchovice wieder zu Loutkov.
1850 entstand die Gemeinde Malé Outěchovice, zu der 1869 noch Zahrádka u Pošné als Ortsteil hinzukamen. Die Gemeinde gehörte zum Bezirk Pacov in der Bezirkshauptmannschaft Kamenice nad Lipou. Malé Outěchovice bestand im Jahre 1900 einschließlich des Vorwerkes und der Bečanský Mlýn aus 33 Häusern, in denen 211 Einwohner lebten. 1910 wurde Zahrádka selbständig. 1919 wurde der Name des Dorfes in Útěchovičky geändert. 1964 wurden Litohošť und Zahrádka eingemeindet. Im Jahre 1980 wurde Útěchovičky an Útěchovice angeschlossen. Seit 1991 ist die Gemeinde wieder selbständig.

## Gemeindegliederung
Für die Gemeinde Útěchovičky sind keine Ortsteile ausgewiesen.

## Sehenswürdigkeiten
- Kapelle des Hl. Wenzel, am Dorfplatz, erbaut 1899